# Boyero de Appenzell
El Boyero de Appenzell (Appenzeller Sennenhund) es una de las cuatro razas regionales de boyeros de los Alpes suizos.
El nombre Sennenhund hace referencia a los Senn, pastores de los Alpes. Appenzell es una región alpina en el noreste suizo.

## Apariencia
El Appenzeller es un perro de montaña de tamaño medio de 47 a 58 cm de altura a la cruz y un peso de 22 a 32 kg. Como otros boyeros, tiene una constitución de moloso con un distintivo manto tricolor. Las orejas son pequeñas y triangulares, altas y colgantes hacia las mejillas.

## Cuatro razas de boyeros
Las cuatro razas de boyeros con su traducción son:
- Appenzeller Sennenhund, Appenzeller
- Berner Sennenhund, Boyero de Berna
- Entlebucher Sennenhund, Boyero de Entlebuch
- Grosser Schweizer Sennenhund, Gran Boyero Suizo

## Temperamento
Como todas las razas de perro de trabajo grandes y activas, debe socializarse bien desde los primeros momentos con otros perros y personas, así como llevar una actividad y entrenamiento regulares si es que se le quiere tener como mascota. Según el estándar son muy vivos y sospechan de los extraños.